# Holland (Massachusetts)
Pour les articles homonymes, voir Holland.
Holland est une ville du Comté de Hampden dans l’État du Massachusetts.
Elle a été incorporée en 1783.
Sa population était de 2 603 habitants en 2020.